# 국도 제42호선 (일본)
국도 제42호선(일본어: 国道42号 코쿠도 욘주니고[*])은 일본의 국도 중 하나이다. 시즈오카현 하마마쓰시 니시구를 기점으로 하여, 아이치현의 아쓰미반도에서 끊긴다. 아쓰미반도에서 미에현 도바시까지는 페리 노선이 다니고 있다. 도바 시에서 미에현 각 도시들을 거친 뒤, 이어 기이반도를 태평양을 끼고 돌아 와카야마현 와카야마시를 종점으로 한다. 총연장은 약 469.7km로 일본의 국도들 중에서 8번째로 길다. 기이반도 구간에서는 도카이 여객철도, 서일본 여객철도의 철도 노선인 기세이 본선과 자주 마주치지만 입체 교차로 만나며, 기슈 제지의 공장인입선 구간에서만 건널목으로 만난다.

## 역사
국도 제42호선은 오사카와 구마노를 잇는 구마노 가도를 따라 현대식 도로로 만든 것이다. 1945년 1월 제국 정부에서 도쿄 ~ 마쓰사카까지의 국도 제1호선, 국도 제23호선과의 중첩 구간과 지금의 국도 제42호선 구간을 묶어 국도 제41호선 《도쿄 도에서 와카야마 현청 소재지에 이르는 노선 병(丙)》으로 지정했다. 1953년 5월 18일 국도 제41호선은 2급 국도 170호 와카야마마쓰사카 선으로 이름이 바뀌었다. 그러다 1959년 4월 1일, 미에 현 마쓰사카 시 ~ 쓰시 구간을 편입하여 1급 국도로 승격되어, 일반국도 제42호 (와카야마 현 와카야마 시 ~ 미에 현 쓰 시)로 승격했다. 1965년 4월 1일에 1급 국도, 2급 국도 구간을 모두 통합해 지금의 일반국도 제42호선이 되었다.
1993년 4월 1일에는 미에 현 마쓰사카 시 ~ 쓰 시 구간을 제외하고 시즈오카 현 하마마쓰 시 ~ 미에 현 마쓰사카 시 (구 시즈오카 현도·아이치 현도 2호 및 국도 제259호선, 국도 제167호선, 국도 제23호선 일부) 구간의 도로를 편입하였다.

## 같이 보기
- 《ROUTE 42(일본어판)》 - 2013년 일본에서 개봉될 영화로, 이 국도 제42호선에서 일어난 가상의 교통사고를 배경으로 하고 있다.